# Rahmad Adi Mulyono
Pas d'image ? Cliquez ici
Rahmad Adi Mulyono (né en 2001) est un sportif indonésien spécialisé dans l'escalade sportive. 
Il est médaillé de bronze en vitesse aux championnats du monde de 2023.
En 2024, il est qualifié pour l'épreuve de vitesse des Jeux olympiques d'été de 2024 à Paris.

## Palmarès

### Championnats du monde
- 2023 à Berne,  Suisse
  -  Médaille de bronze en vitesse

### Championnats d'Asie
- 2019 à Bogor,  Indonésie
  -  Médaille d'or en relais de vitesse
  -  Médaille de bronze en vitesse